# Adile Naşit
Adile Naşit (Istanboel, 17 juni 1930 - aldaar, 11 december 1987) was een Turkse actrice, toneelspeelster en televisiepresentatrice.

## Filmografie
Naşit speelde in meer dan honderd films en series, waaronder:
- Yara (1947)
- Lüküs Hayat (1950)
- Kahpe Kurşun (1957) Rebiş
- Abbas Yolcu (1959) Madam
- Vur Patlasın Çal Oynasın (1970)
- Beyoğlu Güzeli (1971) Madam
- Sev Kardeşim (1972) Mesude
- Oh Olsun (1973) Ferit'in Annesi
- Canım Kardeşim (1973) Öğretmen
- Salak Milyoner (1974) Mesude
- Aç Gözünü Mehmet (1974)
- Gariban (1974) Hizmetçi Külyutmaz Mualla
- Hasret (1974) Sakat kızın Annesi
- Yüz Lira ile Evlenilmez (1974) Behice Hala
- Mavi Boncuk (1974) Mıstık'ın Annesi
- Gece Kuşu Zehra (1975) Hacer
- Minik Cadı (1975) Babaanne
- Ah Nerede (1975) Huriye
- Çapkın Hırsız (1975) Binnaz
- Şaşkın Damat (1975) Öğretmen
- Hanzo (1975) Şükriye
- İşte Hayat (1975) Makbule
- Delisin (1975) Didar
- Bitirimler Sınıfı (1975) Zehra Anne
- Şehvet Kurbanı Şevket (1975) Mahmure
- Plaj Horozu (1975)
- Haydi Gençlik Hop Hop (1975)
- Pembe Panter (1975) Hafize
- Sevgili Halam (1975) Sevgili Hala
- Televizyon Çocuğu (1975) Hüsniye
- Bizim Aile: Merhaba (1975) Melek
- Hababam Sınıfı (1975) Hafize Ana
- Hababam Sınıfı Sınıfta Kaldı (1975) Hafize Ana
- Süt Kardeşler (1976) Melek
- Ne Umduk Ne Bulduk (1976) Fatma
- Hababam Sınıfı Uyanıyor (1976) Hafize Ana
- İşte Hayat (1976) Makbule
- Gel Barışalım (1976) Adile Turşucuoğlu
- Ah Dede Vah Dede (1976)
- Aile Şerefi (1976) Emine
- Tosun Paşa (1976) Adile Hanım
- Şaban Oğlu Şaban (1977) Hala/Tavuk Teyze
- Sakar Şakir (1977) Fatma
- Gülen Gözler (1977) Nezaket
- Hababam Sınıfı Tatilde (1977) Hafize Ana
- Kibar Feyzo (1978) Sakine Ana
- Sultan (1978) Ebe Hatice
- Hababam Sınıfı Dokuz Doğuruyor (1978) Hafize Ana
- Neşeli Günler (1978) Saadet
- Köşe Kapmaca (1979) Fazilet
- Vah Başımıza Gelenler (1979) Fazilet Abla
- Doktor (1979) Hatice
- Erkek Güzeli Sefil Bilo (1979) Sultan
- Ne Olacak Şimdi (1979) Orhan'ın Annesi
- İbişo (1980) Ağa
- Renkli Dünya (1980) Fatma
- Huzurum Kalmadı (1980) Adile
- Beş Parasız Adam (1980)
- Davaro (1981) Hamo
- Gırgıriye (1981) Zekiye
- Gırgıriyede Şenlik Var (1981) Zekiye
- Şaka Yapma (1981) Adile
- Bizim Sokak (1981) Cazgır Naciye
- Hababam Sınıfı Güle Güle (1981) Hafize Ana
- Şabancık (1981) Adile
- Deliler Koğuşu (1981)
- Talih Kuşu (1982) Adile Güney
- Görgüsüzler (1982) Halime
- Buyurun Cümbüşe (1982)
- Adile Teyze (1982) Adile Teyze
- Şıngırdak Şadiye (1982) Güllü
- Şaşkın Ördek (1983) Meryem
- Gırgıriyede Büyük Seçim (1984) Zekiye
- Şabaniye (1984) Hatice
- Namuslu (1984) Anne
- Şaban Pabucu Yarım (1985) Adile
- Satmışım Anasını (1985) Adile
- Ağa Bacı (1986) Ağa Bacı
- Kiralık Ev (1986) Hayriye
- Hayroş (1986)
- Yaygara (1986)
- Kuzucuklarım (1986) Adile
- Milyarder (1986) Boncuk Sultan
- Aile Pansiyonu (1987) Saliha